# Арисдорф
Арисдорф (нем. Arisdorf) — коммуна в Швейцарии, в кантоне Базель-Ланд.
Входит в состав округа Листаль. Население составляет 1633 человека (на 31 декабря 2017 года). Официальный код  —  2821.